# The Odd Generation
The Odd Generation är Voice of a Generations första EP, utgiven på CD på Sidekicks Records 1998. Skivan utgavs även som 7"-singel av schweiziska DSS Records samma år.

## Låtlista
All musik är skriven av Voice of a Generation. Alla texter är skrivna av Charlie Voice, där inte annat anges.
1. "Odd Generation"
2. "Rebels in the Corridor"
3. "Sweet Bollox"
4. "United" (text: Garry Johnson)
5. "You Wrote Your Story"
6. "Face the Fact to Fight"

## Personal
- 212 - gitarr
- Charlie Voice - sång
- Dan Swanö - mastering, piano på låten "You Wrote Your Story"
- El Diablo - trummor
- Fredrik Matero - foto
- Kim Belly - gitarr
- Lepro Boy - bakgrundssång
- Lotta Hjorth - foto
- Lärmöga - bakgrundssång
- Mathias Färm - producent, mixning
- Mieszko Talarczyk - producent, mixning
- Red Head Fred - bakgrundssång
- Simon - bas

### Fotnoter
1. ↑  ”The Odd Generation”. Discogs.com. http://www.discogs.com/Voice-Of-A-Generation-The-Odd-Generation-EP/release/3329446. Läst 25 januari 2012.
2. ↑  ”The Odd Generation”. Burning Heart Records. http://www.burningheart.com/bands/index.php?id=100&bio=2. Läst 26 januari 2012.